# Discografia di Freddie Mercury
La discografia di Freddie Mercury, cantante e musicista britannico, è costituita da due album in studio, una colonna sonora e sei raccolte, ognuna delle quali è stata pubblicata in onore del cantante, deceduto nel 1991 per una broncopolmonite fomentata dall'AIDS.
Mercury, voce del gruppo musicale rock Queen, ha intrapreso nel secondo lustro degli anni ottanta un'esperienza solista che lo ha portato a pubblicare gli album studio Mr. Bad Guy (1985) e Barcelona (1988). I videoclip ufficiali girati sono complessivamente otto, mentre i DVD documentario sulla vita e sulla carriera dell'artista quattro, usciti con gli omaggi Freddie Mercury Solo Collection e Lover of Life, Singer of Songs: The Very Best of Freddie Mercury Solo.
Non mancano le collaborazioni con artisti di fama planetaria; tra gli altri, sono da citare Billy Squier, Roy Thomas Baker, Michael Jackson (con cui tuttavia non venne mai pubblicato nulla di ufficiale) e Giorgio Moroder (con cui compose Love Kills, inserita nella colonna sonora della riedizione di Metropolis).

## Album in studio
| Album dell'artista |
| --- |
| Mr. Bad Guy - Pubblicato: 29 aprile 1985 - Posizione in classifica: #6: ; #11: ; #13: ; #14: ; #20: , ; ; #23: - Singoli: I Was Born to Love You, Made in Heaven, Living on My Own, Love Me Like There's No Tomorrow |
| Barcelona - Pubblicato: 10 ottobre 1988 - Posizione in classifica: #9: ; #15: ; #18 ; #24: ; #37: ; #41: ; #93: - Singoli: Barcelona, The Golden Boy, How Can I Go On                                                |

## Tributi
| Compilation tributo dell'artista |
| --- |
| The Great Pretender - Pubblicato: 24 novembre 1992 (Stati Uniti d'America) - Posizione in classifica: #13: ; #14: ; #15: ; #26: |
| The Freddie Mercury Album - Pubblicato: 16 novembre 1992 - Posizione in classifica: #1: ; #2: ; #3: ; #4: ; #5: ; #8: , ; #12: ; #20: ; #35: ; #64:                                                                                       |
| Remixes (EP) - Pubblicato: 21 ottobre 1993 - Posizione in classifica: #18: ; #22: ; #25: |
| Freddie Mercury Solo Collection (Box Set) - Pubblicato: 23 ottobre 2000 - Posizione in classifica: #13: ; #21: ; #36: ; #42: ; #55: |
| Lover of Life, Singer of Songs: The Very Best of Freddie Mercury Solo - Pubblicato: 4 settembre 2006 - Posizione in classifica: #1 ; #6: , (d'oro); #7 ; #8: ; #9: ; #11: ; #13: ; #14: , ; #16 ; #26: ; #30: ; #55: ; #60: ; #65: ; #69: |
| Messenger of the Gods: The Singles - Pubblicato: 2 settembre 2016 - Posizione in classifica: |
| Never Boring - Pubblicato: 11 ottobre 2019 - Posizione in classifica: |

## Singoli
| Anno                       | Titolo                                         | Album di origine                                                      | Posizione                                 |
| -------------------------- | ---------------------------------------------- | --------------------------------------------------------------------- | ----------------------------------------- |
| 1984                       | Love Kills                                     | Metropolis soundtrack                                                 | #10:                                      |
| 1985                       | I Was Born to Love You                         | Mr. Bad Guy                                                           | #11: ; #76:                               |
| 1985                       | Made in Heaven                                 | Mr. Bad Guy                                                           | #57:                                      |
| 1985                       | Living on My Own                               | Mr. Bad Guy                                                           | #50:                                      |
| 1985                       | Love Me Like There's No Tomorrow               | Mr. Bad Guy                                                           | #76:                                      |
| 1986                       | Time                                           | Time - singolo                                                        | #32:                                      |
| 1986                       | Hold On                                        | Hold On - singolo                                                     | Mai entrato in classifica (Solo Germania) |
| 1987                       | The Great Pretender                            | The Great Pretender - singolo                                         | #4: ; #16:                                |
| 1987                       | Barcelona (con Montserrat Caballé)             | Barcelona                                                             | #8:                                       |
| 1988                       | The Golden Boy (con Montserrat Caballé)        | Barcelona                                                             | #86:                                      |
| 1989 (rilanciata nel 1992) | How Can I Go On (con Montserrat Caballé)       | Barcelona                                                             | #95:                                      |
| 1992                       | Barcelona (rilanciata, con Montserrat Caballé) | The Freddie Mercury Album                                             | #2: ; #10:                                |
| 1992                       | In My Defence                                  | In My Defence - singolo                                               | #8: ; #74:                                |
| 1993                       | The Great Pretender (Malouf remix)             | Remixes                                                               | #29:                                      |
| 1993                       | Living on My Own (No More Brothers Remix)      | Remixes                                                               | #1: ; #1:                                 |
| 2006                       | Love Kills (Sunshine People remix)             | Lover of Life, Singer of Songs: The Very Best of Freddie Mercury Solo | Mai entrato in classifica                 |
| 2019                       | Time Waits For No One                          | Never Boring                                                          |                                           |

## Collaborazioni
- 1973 - I Can Hear Music / Goin' Back di Larry Lurex pseudonimo di Freddie Mercury (parti vocali e accompagnamento al pianoforte).
- 1975 - Tutti e quattro i membri dei Queen collaborarono con il gruppo soul dei Trax, anche se poi nulla fu pubblicato.
- 1976 - Man from Manhattan di Eddie Howell (accompagnamento al pianoforte e produzione del brano).
- 1976 - You Nearly Did Me In dall'album All American Alien Boy di Ian Hunter (parti vocali).
- 1978 - This One's on Me di Peter Straker (parti vocali e produzione dell'album in collaborazione con Roy Thomas Baker).
- 1982 - Emotions in Motion di Billy Squier (parti vocali).
- 1983 - Victory e State of Shock furono registrate da Mercury e da Michael Jackson, ma non furono mai pubblicate ufficialmente.
- 1984 - Man on Fire dall'album Strange Frontier di Roger Taylor (parti vocali, non accreditato).
- 1986 - Love Is The Hero dall'album Enough Is Enough di Billy Squier (parti vocali). Inoltre scrisse e co-produsse il brano Lady With a Tenor Sax.
- 1986 - Hold On in duetto con Jo Dare, collaborando alla scrittura della canzone dal brano tedesco Zabou.
- 1988 - Heaven For Everyone dei The Cross (parti vocali).
- 1994 - Man From Manhattan con Eddie Howell e Brian May (accompagnamento al pianoforte e produzione del brano).

## Demo e inediti
- 1983 - Sorry/You are the only one (inedita)
- 1984 - Gazelle (pubblicata postuma nel 2000)
- 1985 - She blows hot & cold (pubblicata postuma nel 2000)
- 1987 - I can't dance/Keep smilin' (pubblicata postuma nel 2000)
- 1987 - Yellow Brezzers
- it's so you
- horns of doom
- yellow breezers
- 1988 - Holding On (inedita)

## Video musicali
- Love Kills (1984, da Metropolis soundtrack)
- I Was Born to Love You (1985, da Mr. Bad Guy)
- Made in Heaven (1985, da Mr. Bad Guy)
- Living on My Own (1985, da Mr. Bad Guy)
- Time (1986, da Time - singolo)
- The Great Pretender (1987, da The Great Pretender - singolo)
- Barcelona (1988, da Barcelona)
- In My Defence (1992, da In My Defence - singolo)
- Time Waits For No One  (2019, Time Waits For No One - singolo)